# Elizabeth Manley
Elizabeth Ann Manley (Trenton, 7 agosto 1965) è un'ex pattinatrice artistica su ghiaccio canadese.

## Palmarès
| Internazionali            | Internazionali | Internazionali | Internazionali | Internazionali | Internazionali | Internazionali | Internazionali | Internazionali |
| Evento                    | 1980–81        | 1981–82        | 1982–83        | 1983–84        | 1984–85        | 1985–86        | 1986–87        | 1987–88        |
| ------------------------- | -------------- | -------------- | -------------- | -------------- | -------------- | -------------- | -------------- | -------------- |
| Giochi olimpici invernali |                |                |                | 13°            |                |                |                | 2°             |
| Campionati mondiali       |                | 13°            |                | 8°             | 9°             | 5°             | 4°             | 2°             |
| Skate America             |                |                | 8°             |                |                |                |                |                |
| Skate Canada              |                | 6°             |                |                |                | 2°             | 1°             | 2°             |
| NHK Trophy                |                |                |                |                | 5°             |                |                |                |
| St. Ivel International    |                |                |                |                |                |                | 1°             |                |
| Nebelhorn Trophy          | 3°             |                |                |                |                |                |                |                |
| Internazionali: Junior    |                |                |                |                |                |                |                |                |
| Campionati mondiali       |                | 3°             |                |                |                |                |                |                |
| Nazionali                 |                |                |                |                |                |                |                |                |
| Campionati canadesi       | 3°             | 2°             | 4°             | 2°             | 1°             | 2°             | 1°             | 1°             |